# Starbene
Starbene è un settimanale italiano di salute e benessere, fondato nel 1978 ed edito da Arnoldo Mondadori Editore fino al dicembre 2019.
La rivista tratta temi di attualità, alimentazione, bellezza, salute e fitness.

## Storia

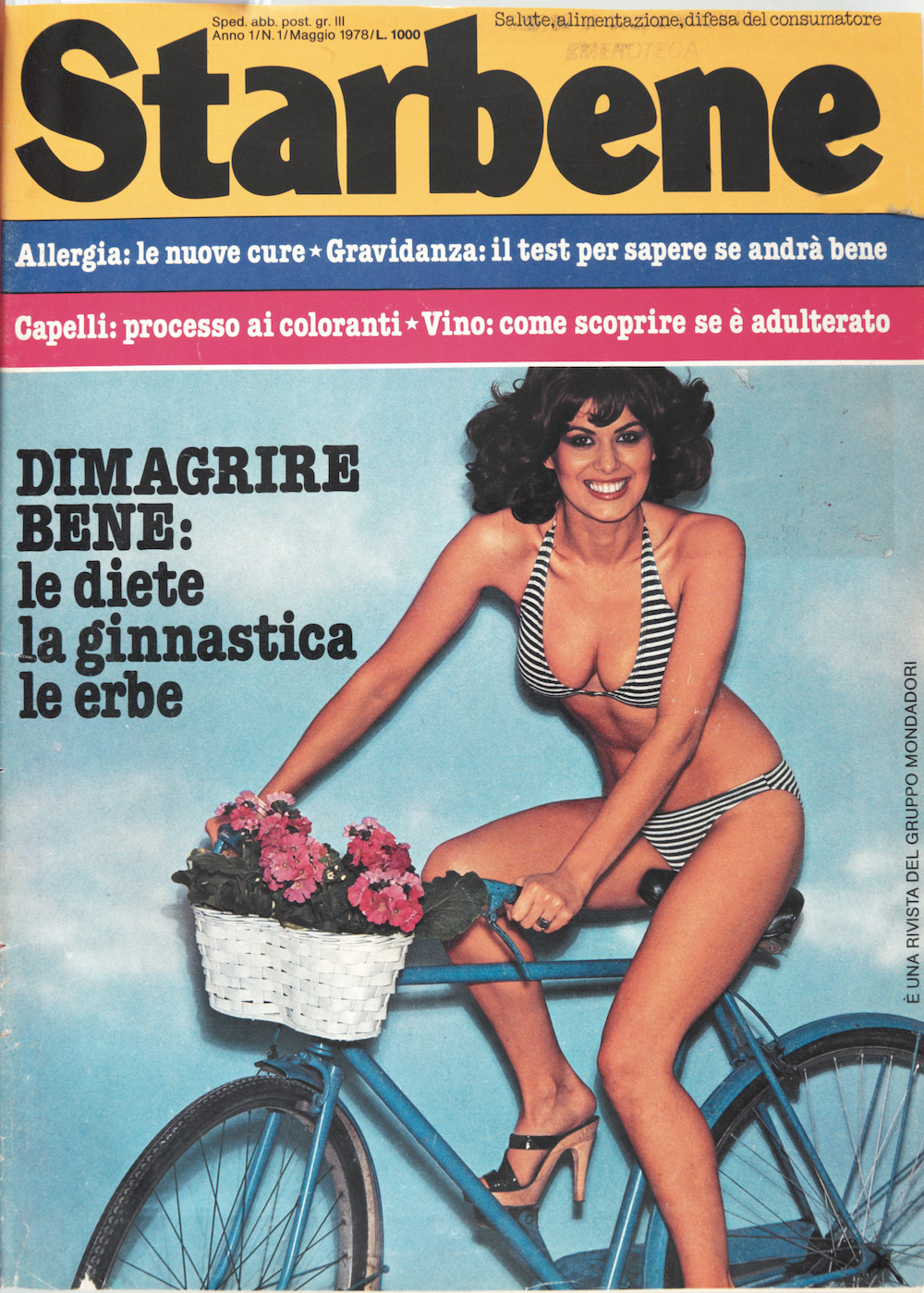
Copertina del primo numero di Starbene, 1º maggio 1978

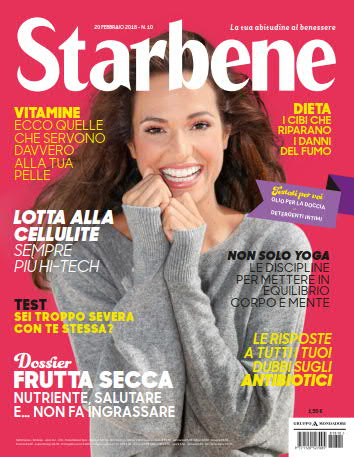
Copertina del 20 febbraio 2018

Starbene è stato fondato nel 1978 a Milano con la direzione di Franco Nencini. Il primo numero esce il 1º maggio dello stesso anno con la versione mensile.
Nell'aprile del 1995 la rivista passa per poco tempo sotto la direzione di Sandro Liberali, che ne guida il primo passaggio all'edizione settimanale.
Nell'ottobre dello stesso anno diventa direttore Marisa Deimichei, che nel maggio del 1997 trasforma nuovamente la rivista in mensile. La nuova edizione a periodicità mensile approfondisce maggiormente l'informazione e le testimonianze dirette sulle tematiche più attuali.
Nel 1998 con la direzione di Danda Santini l'attenzione viene spostata sui temi del fitness e dell'alimentazione, dando spazio a contenuti focalizzati sulla forma fisica e la sensorialità.
Nell'aprile del 2002 Starbene passa sotto la guida di Anna Bogoni che, approfondendo problemi legati al benessere generale, dà vita nel dicembre del 2005 anche a Starbene.it
Nel luglio del 2006 con la direzione di Cristina Merlino vengono trattati argomenti relativi anche alla cura di malattie e alle terapie di stampo naturale.
La versione mensile esce fino al maggio del 2014, quando viene ricambiata la periodicità in edizione settimanale. I motivi per i quali avviene ancora una volta il passaggio da mensile a settimanale sono il rinnovato interesse dei lettori per contenuti che trattano il tema della salute in tutte le sue sfaccettature e la voglia di dare vita a un sistema multimediale che includa, oltre la rivista, il sito aggiornato Starbene.it e la presenza sul territorio durante manifestazioni ed eventi di wellness.
La Merlino rinnova la grafica e continua negli anni ad approfondire temi legati alla prevenzione delle malattie, facendo testare agli esperti prodotti e trattamenti per verificarne l'efficacia.
Da febbraio del 2015 la direzione del settimanale passa ad Annalisa Monfreda, che prosegue la trattazione di argomenti relativi alla salute e al benessere e introduce:
- gli Starbene Lab, ovvero gruppi di esperti che puntualmente testano i prodotti per sceglierne i migliori;
- la Dieta Libera, una dieta personalizzata fatta con l'aiuto e la supervisione della dottoressa Carla Lertola;
- Chiedi a Starbene, che rafforza il team degli esperti (esperti.starbene.it), dando ai lettori una consulto gratuito per ogni tipo di problema.[3]

Da novembre del 2015 i contenuti e la rete di esperti di Starbene vengono trasferiti anche in televisione all'interno del programma di canale 5 In forma con Starbene. Un programma dedicato alla salute, al benessere psicofisico e alla qualità della vita, condotto da Tessa Gelisio. I temi che vengono principalmente affrontati riguardano: alimentazione e diete, allergie e vita sana, problemi sessuali e malattie e vengono girati servizi speciali in centri di benessere, terme e cliniche caratterizzate da cure particolari. Le novità della prima edizione di In forma con Starbene trattano argomenti come: diet coach, cioè una nuova figura di riferimento per chi vuole dimagrire; alimentazione, con una scuola di cucina dedita alla preparazione di ricette light e, nello stesso tempo, gustose; una rubrica sul ballo della Zumba con l'istruttrice Vicky Zagar.
Da aprile del 2016 inizia la collaborazione con radio Monte Carlo, che completa l'intero sistema della rivista. Il programma va in onda alle 12.15, dal lunedì al giovedì, con una pillola quotidiana di 60 secondi. Ogni giorno il contributo è affidato a diversi dietologi, psicologi, personal trainer e medici di varia natura per dare più consigli possibili agli ascoltatori. Il settimanale Starbene dedica al suo interno uno spazio al programma radiofonico, ricordando gli appuntamenti con gli esperti dei giorni successivi e la rubrica la musica per starbene consigliata da Rmc Doc, nel quale vengono scelti 4 brani musicali che ispirano benessere.
Da gennaio 2017, in occasione dei 40 anni di Starbene, viene rinnovato l'intero sistema di comunicazione, che attraverso contenuti veicolati sul magazine e sul digitale, si configura come un personal coach di benessere, ovvero una guida per i lettori per condurre uno stile di vita sano. I contenuti si articolano in ampi dossier di approfondimento e focus dedicati ad attualità, alimentazione, salute, fitness, bellezza e psicologia. Viene inaugurato Starbene Podcast, piccole pillole che trattano le news del giorno sui temi dell'alimentazione e del benessere, create dalla redazione in collaborazione con MyVoxes e pubblicate sul sito Starbene.it. Inizia anche la newletter quotidiana per tutti gli utenti di Starbene con notizie, aggiornamenti e link ai podcast. Prosegue la collaborazione con Rmc Doc e vengono attivati numerosi eventi sul territorio (tra cui, la partnership con la manifestazione “Winter Village”, il primo villaggio della salute allestito a Milano, in cui chef e nutrizionisti preparano menù gustosi e forniscono consulenze personalizzate gratuitamente.
Ad ottobre del 2017 nasce il primo weekend del benessere: evento che prevede lezioni di fitness, angoli beauty con consulenti esperti di make up e talk divulgativi su sana alimentazione e prevenzione. La Microsoft house (Milano) apre lo spazio ai primi due giorni dedicati alla cura, il benessere e la prevenzione, ospitando eventi e conferenze con ingresso gratuito.
Nel dicembre 2019 la rivista viene ceduta alla società editrice del quotidiano La Verità di Maurizio Belpietro, che costituisce una nuova società, «Stile Italia Edizioni» (75% Belpietro, 25% Mondadori) per la pubblicazione del periodico.

## Diffusione
La presenza di Starbene su tutti i canali di comunicazione l'ha reso un periodico in continua evoluzione con oltre 3,6 milioni di contatti complessivi al mese.
Nel luglio 2018 il settimanale ha raggiunto una diffusione totale (cartacea e digitale) pari a 89.785 (ADS, luglio 2018) e una vendita totale (cartacea e digitale) pari a 78.534 (ADS, luglio 2018).
Nel 2017, con un pubblico prevalentemente femminile ha venduto 72 000 copie, arrivando a 529.000 lettori (Audipress, 2017).
Sul Web, conta 1,84 milioni di utenti unici al mese e 6,1 milioni di pagine viste al mese (Audiweb, 2017).

## Contenuti
Starbene affronta i temi della salute e del benessere in tutte le sue declinazioni: dalla prevenzione e la cura di problemi all'alimentazione e la dieta, dai trattamenti di bellezza allo sport, dalla psicologia alla sessualità, toccando anche i viaggi e la moda.
Gli argomenti di maggiore interesse vengono approfonditi ogni mese con speciali editoriali sia su stampa che su web. Inoltre, Starbene veicola speciali tematici periodici su alimentazione e benessere, in regalo per le lettrici di fiducia.
La particolarità del settimanale risiede nella presenza di un network di più di 100 esperti del settore, che rispondono e interagiscono con i lettori gratuitamente sia al telefono che online grazie al servizio Chiedi a Starbene.

## Edizione on line
Il sito Starbene.it da la possibilità di calcolare il peso ideale, la massa grassa, il consumo calorico per attività e le calorie per alimento. Sono presenti al suo interno un'enciclopedia medica, che in maniera dettagliata ma, nello stesso tempo, semplice spiega oltre 10.000 termini medici (patologie, cure, farmaci e parafarmaci), insieme a dei video che mostrano esercizi di fitness.

## Televisione
Accanto alla rivista cartacea e al sito web, è presente il format televisivo di Canale 5 In Forma con Starbene, mandato in onda il sabato mattino e dedicato interamente al mondo della salute e del benessere fisico e mentale. Condotto da Tessa Gelisio, il programma approfondisce temi come la prevenzione, il wellness, il benessere, il fitness e la sana alimentazione, fornendo utili consigli e facili soluzioni per intraprendere un corretto stile di vita. La soluzione televisiva permette inoltre di dare visibilità ai brand partner, che integrano in modo efficace l'intero sistema.

## Radio
Il programma radiofonico RMC D.O.C. by Starbene completa l'intero sistema di Starbene, grazie alle voci degli esperti del settore e la dott.ssa Deborah Rasio, specialista e nutrizionista. I contenuti trasmessi tutti i giorni alle 12.15 sono riproposti durante la settimana anche sul magazine, sul sito e nel programma televisivo.

## Direttori
- Franco Nencini (1978)
- Gabriele Zappa (1979-1990)
- Sandro Liberali (1990- 1992)
- Cipriana Dall'Orto (1992-1995)
- Sandro Liberali (aprile 1995)
- Marisa Deimichei (ottobre 1995)
- Danda Santini (1998)
- Anna Bogoni (2002)
- Cristina Merlino (2006)
- Annalisa Monfreda (2015)[14]
- Francesca Pietra (2020)